# Alphonse Julen
Alphonse Julen   (Zermatt, 20 de febrer de 1899 - Zermatt, maig 1988) fou un esquiador suís que va competir durant la dècada del 1920. Era germà del també esquiador Antoine Julen.
El 1924 va prendre part en els Jocs Olímpics de Chamonix. Va guanyar la medalla d'or en la prova de patrulla militar per equips, formant equip amb Adolf Aufdenblatten, Antoine Julen i Denis Vaucher. Quatre anys més tard, als Jocs de Sankt Moritz, abandonà la cursa dels 18 quilòmetres del programa d'esquí de fons. En aquests Jocs guanyà la medalla de bronze en la prova de patrulla militar per equips, que en aquesta edició era un esport de demostració.